# Poecilia
Poecilia è un genere di pesci d'acqua dolce appartenenti alla famiglia Poeciliidae dell'ordine Cyprinodontiformes.

## Diffusione e habitat
Tutte le specie di Poecilia sono diffuse nelle acque dolci e salmastre del Centro e Sud America.

## Riproduzione
Come le altre specie di Peciliidi sono ovovivipari.

## Acquariofilia
Tra i pesci del genere Poecilia vi sono molti specie allevate con successo in acquario, come il famoso "Guppy" (Poecilia reticulata) e i "Molly" (tra cui Poecilia latipinna e Poecilia sphenops). Di recente descrizione (Poeser et al., 2005) è Poecilia wingei.

## Specie
Il genere comprende 40 specie:
- Poecilia boesemani
- Poecilia butleri
- Poecilia catemaconis
- Poecilia caucana
- Poecilia caudofasciata
- Poecilia chica
- Poecilia dauli
- Poecilia dominicensis
- Poecilia elegans
- Poecilia formosa
- Poecilia gillii
- Poecilia hispaniolana
- Poecilia hondurensis
- Poecilia kempkesi
- Poecilia koperi
- Poecilia kykesis
- Poecilia latipinna
- Poecilia latipunctata
- Poecilia marcellinoi
- Poecilia maylandi
- Poecilia mechthildae
- Poecilia mexicana
- Poecilia nicholsi
- Poecilia obscura
- Poecilia orri
- Poecilia parae
- Poecilia petenensis
- Poecilia reticulata
- Poecilia rositae
- Poecilia salvatoris
- Poecilia sarrafae
- Poecilia sphenops
- Poecilia sulphuraria
- Poecilia teresae
- Poecilia vandepolli
- Poecilia velifera
- Poecilia vivipara
- Poecilia waiapi
- Poecilia wandae
- Poecilia wingei